# Výrov (Husinec)
Výrov je vesnice, část města Husinec v okrese Prachatice v Jihočeském kraji. Nachází se asi jeden kilometr jihovýchodně od Husince. Je zde evidováno 79 adres. V roce 2011 zde trvale žilo 102 obyvatel.
Výrov leží v katastrálním území Výrov u Husince o rozloze 2,44 km².

## Historie
První písemná zmínka o vesnici pochází z roku 1356.

## Obyvatelstvo
| Rok            | 1869 | 1880 | 1890 | 1900 | 1910 | 1921 | 1930 | 1950 | 1961 | 1970 | 1980 | 1991 | 2001 | 2011 | 2021 |
| -------------- | ---- | ---- | ---- | ---- | ---- | ---- | ---- | ---- | ---- | ---- | ---- | ---- | ---- | ---- | ---- |
| Počet obyvatel | 177  | 233  | 219  | 206  | 193  | 186  | 156  | 161  | 120  | 154  | 54   | 111  | 111  | 102  | 113  |
| Počet domů     | 24   | 30   | 30   | 31   | 33   | 33   | 35   | 38   | 38   | 23   | 19   | 40   | 40   | 34   | 34   |

## Obecní správa
Při sčítání lidu v letech 1850–1920 Výrov byl osadou obce Těšovice v okrese Prachatice. V letech 1921–1952 byl samostatnou obcí v okrese Prachatice. Od roku 1953 je částí města Husinec v okrese Prachatice.

## Pamětihodnosti
- Usedlost čp. 12 (kulturní památka ČR)